# Finlandia en el Festival de Eurovisión de Jóvenes Músicos
Finlandia participó en el festival hasta el año 2010, cuando decidió retirarse.

## Participaciones
| Año  | Sede       | Artista             | Instrumento  | Final        | Semifinal    |
| ---- | ---------- | ------------------- | ------------ | ------------ | ------------ |
| 2020 | Zagreb     | No participó        | No participó | No participó | No participó |
| 2018 | Edimburgo  | No participó        | No participó | No participó | No participó |
| 2016 | Colonia    | No participó        | No participó | No participó | No participó |
| 2014 | Colonia    | No participó        | No participó | No participó | No participó |
| 2012 | Viena      | No participó        | No participó | No participó | No participó |
| 2010 | Viena      | No participó        | No participó | No participó | No participó |
| 2008 | Viena      | Roope Gröhdahl      | PIANO        | 2º           | 3º           |
| 2006 | Viena      | Visa Sippola        | PIANO        |              | 14º          |
| 2004 | Lucerna    | -                   | -            |              | -            |
| 2002 | Berlín     | -                   | -            |              | -            |
| 2000 | Bergen     | Timo-Veikko Valve   | VIOLONCHELO  | 2º           |              |
| 1998 | Viena      | Kalle Toivio        | PIANO        | 4º           |              |
| 1996 | Lisboa     | -                   | -            |              | -            |
| 1994 | Varsovia   | Pia Toivio          | VIOLONCHELO  | 6º           |              |
| 1992 | Bruselas   | Helen Linden        | VIOLONCHELO  | 6º           |              |
| 1990 | Viena      | -                   | -            |              | -            |
| 1988 | Ámsterdam  | Jan Söderblom       | VIOLÍN       | 4º           |              |
| 1986 | Copenhague | Jan-Erik Gustafsson | VIOLONCHELO  | 3º           |              |
| 1984 | Ginebra    | Olli Mustonen       | PIANO        | 2º           | -            |

- Datos: Q15875278